# Bugatti 16C Galibier Concept
De Bugatti 16C Galibier Concept was een conceptauto van het Franse merk Bugatti.
De 16C Galibier Concept was de auto die Bugatti zou gaan produceren zodra de 300e Veyron was gebouwd. De verwachting was dat de Galibier medio 2014/2015 op de markt zou komen. In september 2013 kondigde Bugatti echter aan dat het Galibier-project stopgezet werd ten voordele van de opvolger van de Veyron: de Chiron.
Het model werd voor het eerst getoond tijdens een evenement voorafgaand aan de Internationale Automobilausstellung van 2009. De verwachting was dat de ontwikkeling van de Galibier makkelijker zal verlopen dan die van de Veyron welke veel problemen kende. Hoewel de Galibier over dezelfde motor zou beschikken als de Veyron was deze in de Galibier teruggebracht naar een vermogen van 800pk in tegenstelling tot de 1001pk in de Veyron.